# Woodlands Wellington Football Club
Maillots
Dernière mise à jour : 28 juillet 2015.
Le Woodlands Wellington Football Club (en chinois : 兀蘭威靈頓足球會, et en tamoul : உட்லேண்ட்ஸ் வெலிங்டன் கால்பந்து கிளப்), plus couramment abrégé en Woodlands Wellington, est un ancien club singapourien de football fondé en 1996 et disparu en 2015, et basé à Singapour.

## Histoire
Il disparait en 2015 à la suite d'une fusion avec le Hougang United FC.

## Palmarès
| Compétitions nationales |
| --- |
| - Coupe de Singapour : - Finaliste : 1997 et 2005. - Coupe de la Ligue de Singapour (1) : - Vainqueur : 2007. - Finaliste : 2010. |

## Personnalités du club

### Présidents du club
- Hussainar K. Abdul Aziz

### Entraîneurs du club
| - Steve Wicks (1996) - Dean Wheatley (1997 - 1998) - David Sivalingam (1999) - Ivan Raznevich (2000 - 2001) - M. Karathu (2002 - 2003) | - Simon Clark (2003–04) - Matt Brown (2005) - Karim Bencherifa (1er janvier 2005 - 30 juin 2006) - Jörg Steinebrunner (2006 - 2008) - Nenad Bacina (1er janvier 2009 - 31 décembre 2009) | - A. Shasi Kumar (1er janvier 2010 - 31 décembre 2010) - R. Balasubramaniam (1er janvier 2011 - 12 janvier 2012) - Salim Moin (13 janvier 2012 - 28 novembre 2013) - Darren Stewart (14 janvier 2014 - 15 juin 2014) - Salim Moin (15 juin 2014 - 31 décembre 2014) |